# Elisabeth Eidenbenz

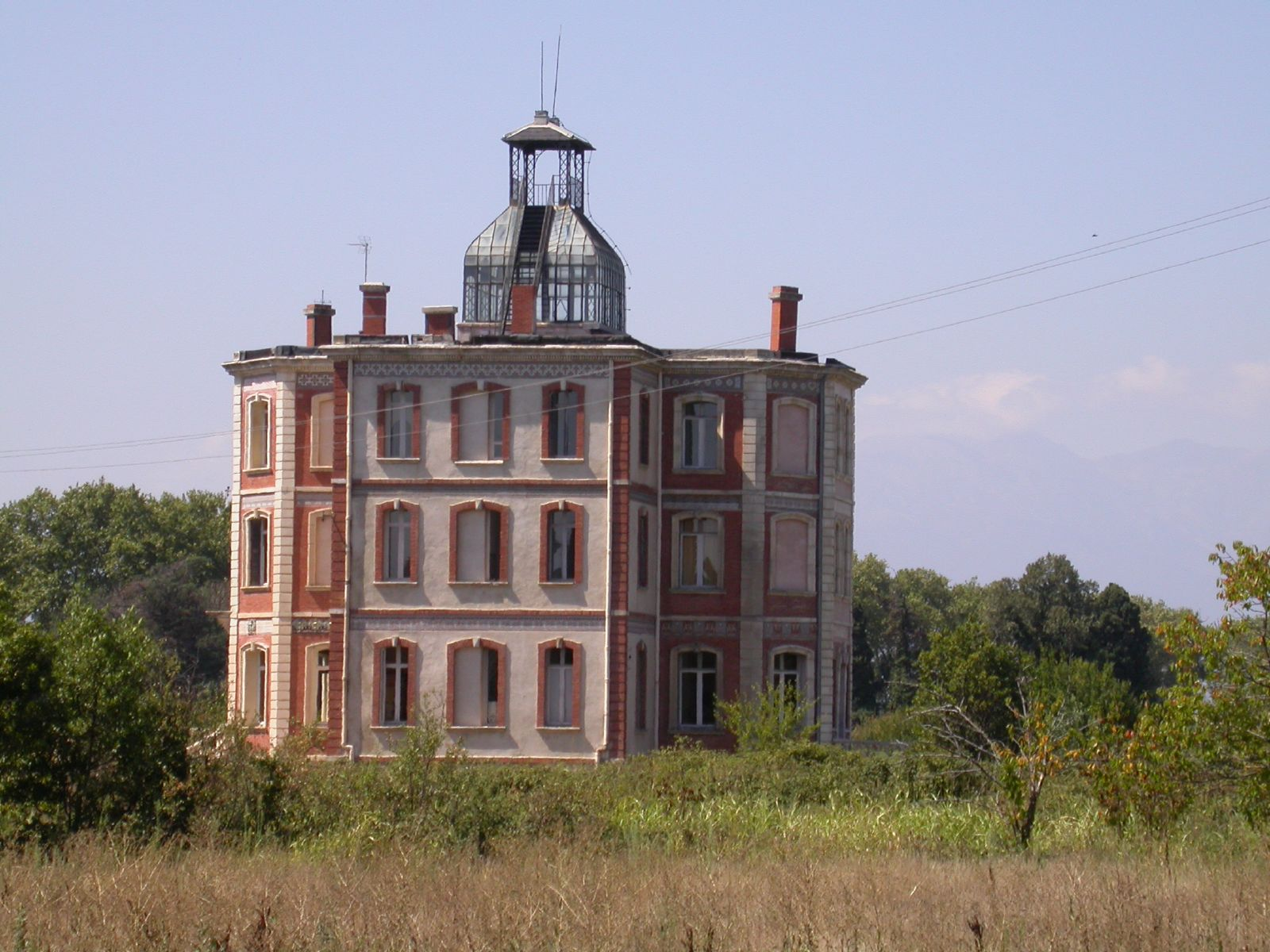
Maternidad de Elna.

Elisabeth Eidenbenz (Wila, Suiza, 12 de junio de 1913-Zúrich, 23 de mayo de 2011) fue una maestra y enfermera, fundadora de la Maternidad de Elna, que entre 1939 y 1944 logró salvar aproximadamente a unos 600 niños entre refugiados republicanos españoles y judíos que huían de la invasión nazi.

## Biografía
Trabajó como maestra en diferentes colegios de Suiza y Dinamarca hasta que decidió integrarse en la Asociación de Ayuda a los Niños de la Guerra.
Llegó a Madrid el 24 de abril de 1937 como voluntaria para ayudar a madres y niños del campo de concentración francés durante la guerra civil española, formando parte de un envío de ayuda humana y material. Tras la caída de la república, los exiliados se tuvieron que refugiar en los campos franceses, en los que muchos de ellos murieron por desnutrición, enfermedades y demás tipos de miserias. Debido a ello cualquier mujer embarazada estaba condenada a perder a su hijo, o peor, morir ella en el parto. Por ello Elizabeth decidió convertir un palacete abandonado, próximo a la localidad de Elna (y junto al campo de Argelès-sur-Mer) en un hogar de maternidad.

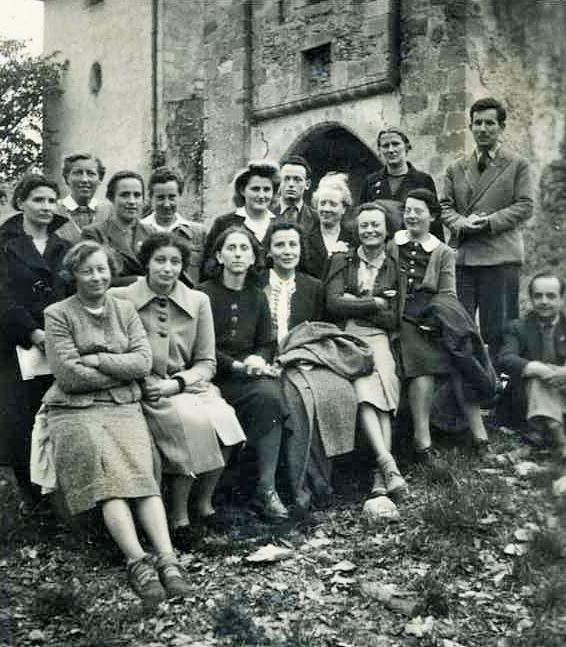
Elisabeth Eidenbenz (de pie, la tercera de la izquierda) durante una reunión del personal de SAK, en el château de la Hille (Montégut-Plantaurel, Francia), en 1941.

Al principio se mantuvo la maternidad gracias a donaciones voluntarias que llegaban de Europa, pero tras el comienzo de la II Guerra Mundial, los fondos disminuyeron y comenzaron a llegar refugiados de Francia y el resto de Europa. Principalmente eran mujeres judías que huían de la ocupación nazi. Por ello, la maternidad se vio obligada a tener que asociar la maternidad con la Cruz Roja y acatar la política de esta sobre neutralidad. Esto le impedía a la maternidad acoger refugiados políticos, sobre todo judíos, y por ello se decidió falsear la identidad de gran parte de ellos con el fin de burlar estas leyes. Fueron muy hostigados por la Gestapo, llegando a ser detenida Elizabeth en una ocasión.
Salvaron aproximadamente a 400 niños españoles y 200 judíos procedentes de Europa.
Retirada en la población de Rekawinkel, a 30 km de Viena (Austria), a partir de 2002 le comenzó a llegar el reconocimiento a su labor, con la publicación de varios libros sobre su gesta y la concesión de varias distinciones individuales. Falleció en Zúrich el 23 de mayo de 2011, a la edad de 97 años.

## Distinciones
- 2002, Medalla de los Justos Entre las Naciones, otorgada por el Estado de Israel.
- 2006, Cruz de Oro de la Orden Civil de la Solidaridad Social, del Gobierno de España.
- 2006, Premio Cruz de San Jorge, de la Generalidad de Cataluña.
- 2007, Legión de Honor, concedida por el Gobierno Francés.